# 덩컨 맥노턴
덩컨 앤더슨 맥노턴(Duncan Anderson McNaughton, 1910년 12월 7일 ~ 1998년 1월 15일)은 캐나다의 육상 선수로 주로 높이뛰기에서 활약하였다. 후에 석유 지질학에 경력을 보냈다.
온타리오주 콘월에서 태어나 밴쿠버에서 자라왔다. 1930년 대영 제국 경기에서 4위를 하고, 2년 후 로스앤젤레스 올림픽에서 금메달을 획득하였다. 2위를 한 밥 밴 오스덜은 맥노턴과 가까운 친구이며 대학교 팀 동료였다. 밴 오스덜은 경기의 마지막 몇분 동안에 맥노턴이 우승하는 데 그를 코치맡는 도움을 주었다. 1933년 맥노턴의 메달이 그의 차에서 훔쳐지자, 당시 치과 의사였던 밴 오스덜은 그의 은메달과 함께 복사하여 갚았다.
서던캘리포니아 대학교에서 지질학을 공부하고, 석사 취득을 목적으로 캘리포니아 공과대학교로 갔다. 캐나다 지질학 측량을 위해 일하였고, 그러고나서 남아메리카에서 석유를 탐험하였다. 제2차 세계 대전 중에는 공군으로 종군하으며, 서던캘리포니아 대학교에서 철학 박사 학위를 취득하고 거기서 지질학의 조교수로 일하기도 하였다. 후에 오스트레일리아에서 팜 밸리와 어매디어스 분지에서 석유와 천연 가스 탐험을 일으키는 데 도움을 주었다.
87세의 나이로 텍사스주 오스틴의 자택에서 사망하였다.